# Standard Widget Toolkit

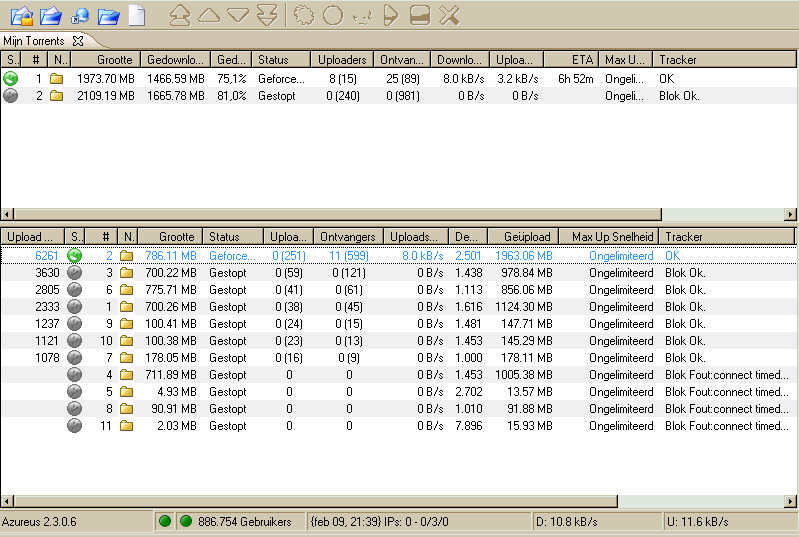
Vuze maakt gebruik van SWT.

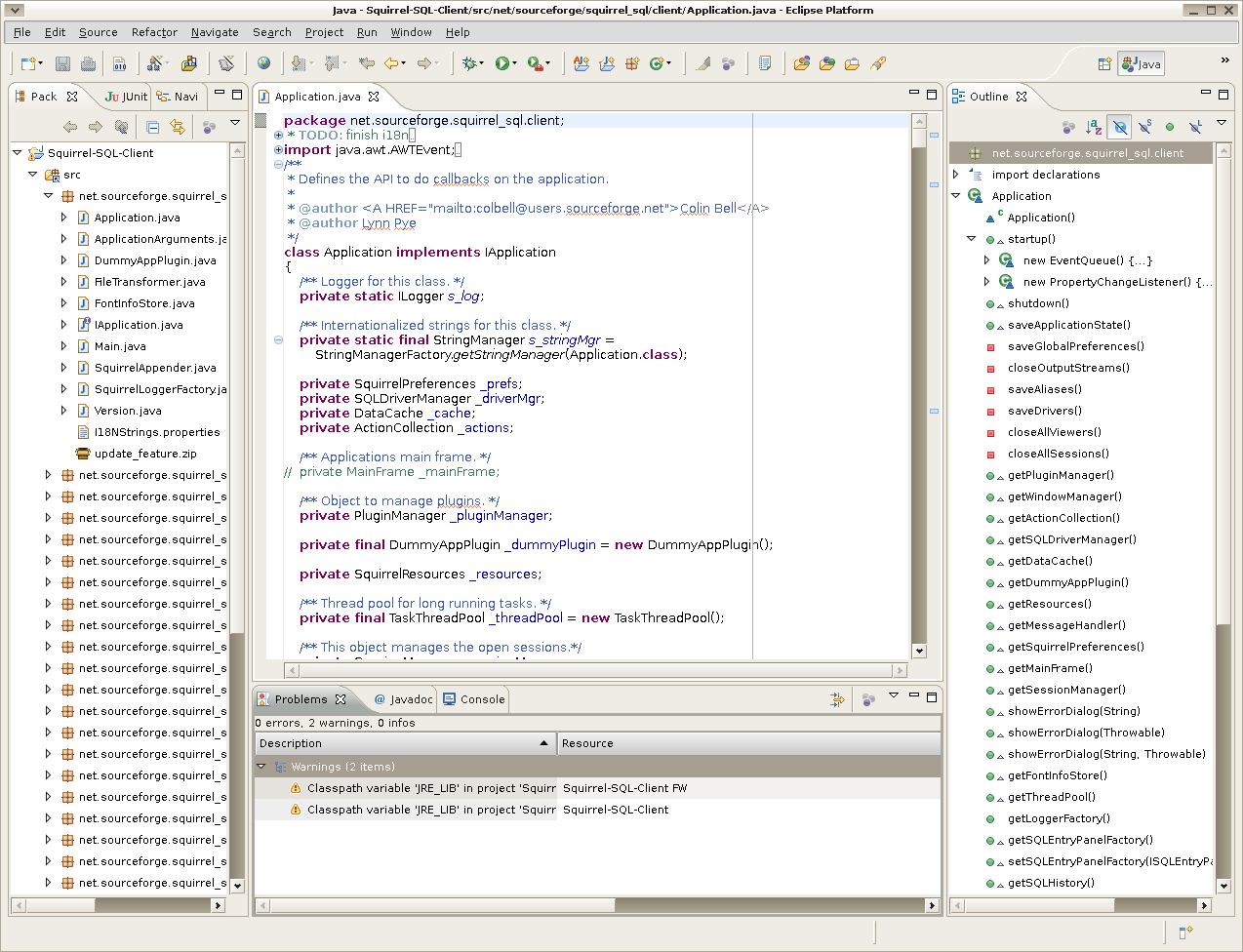
Eclipse maakt gebruik van SWT.

De Standard Widget Toolkit (SWT) is een widget toolkit voor het ontwikkelen van grafische gebruikersomgevingen in de programmeertaal Java. Het is oorspronkelijk ontwikkeld door IBM en het wordt nu onderhouden door de Eclipse Foundation samen met de Eclipse IDE. Het is een alternatief voor AWT en Swing die ontwikkeld zijn door Sun Microsystems en die standaard worden meegeleverd bij het Javaplatform.
SWT is beschikbaar onder de Eclipse Public License, een opensourcelicentie die erkend wordt door het Open Source Initiative.

## Techniek
SWT is geschreven in Java. Om de GUI elementen weer te geven gebruikt SWT met behulp van Java Native Interface (JNI) de GUI-bibliotheken van het besturingssysteem op vergelijkbare wijze als programma's die gebruikmaken van API's die specifiek voor dat besturingssysteem zijn. Programma's die voor SWT geschreven zijn, kunnen overgezet worden naar andere besturingssystemen maar de implementatie van de toolkit is, ondanks dat het in Java geschreven is, per platform verschillend.

## Programma's met SWT
Hieronder staan enkele programma's die gebruikmaken van SWT:
- Vuze
- Eclipse
- RSSOwl